# مارکو میری
مارکو میری (فنلاندی: Marko Myyry؛ زادهٔ ۱۵ نوامبر ۱۹۶۷) بازیکن فوتبال اهل فنلاند بود.
از باشگاه‌هایی که در آن بازی کرده‌است می‌توان به باشگاه فوتبال هاکا و باشگاه فوتبال لوکرن اوست والاندرن اشاره کرد.
وی همچنین در تیم ملی فوتبال فنلاند بازی کرده‌است.